# Heartbreaker (album van Ryan Adams)
Heartbreaker is het debuutalbum van de Amerikaanse singer/songwriter Ryan Adams, die eerder een paar albums heeft gemaakt met de band Whiskeytown.

## Muziek
Het album begint met een kort gesprek tussen Ryan Adams en mede-muzikant David Rawlings over de zanger Morrissey. Dat duurt ongeveer een halve minuut. 
Ryan Adams speelt op dit album veel gevoelige, ingetogen countrymuziek (zoals My winding wheel  en Why do they leave?) afgewisseld met de rocknummers To be young (is to be sad, is to be high) en Shakedown on 9th street. Oh my sweet Carolina is een duet met Emmylou Harris. De muziek op dit album doet denken aan Neil Young  en Gram Parsons. Het album is nogal zwaarmoedig door het beëindigen van Adams' relatie.

## Tracklist
1. (Argument with David Rawlings concerning Morrissey) - (0:37)
2. To be young (is to be sad, is to be high) – (Ryan Adams en David Rawling) - (3:04)
3. My winding wheel - (3:13)
4. Amy - (3:46)
5. Oh my sweet Carolina - (4:57)
6. Bartering lines – (Ryan Adams en Van Alston) - (3:59)
7. Call me on your way back home - (3:09)
8. Damn, Sam (I love a woman that rains) - (2:08)
9. Come pick me up - (Ryan Adams en Van Alston) - (5:18)
10. To be the one - (3:01)
11. Why do they leave? - (3:38)
12. Shakedown on 9th street - (2:53)
13. Don't ask for the water - (2:56)
14. In my time of need - (5:39)
15. Sweet lil gal (23rd / 1st) - (3:38)

## Muzikanten
Aan dit album hebben de volgende muzikanten meegewerkt:
- Ryan Adams – zang, akoestische gitaar, elektrische gitaar, mondharmonica, piano, banjo, harmonica
- Ethan Johns - drums, bas, chamberlin, klokkenspel, orgel, vibrafoon
- David Rawlings – akoestische en elektrische gitaar, banjo, tamboerijn, achtergrondzang
- Gillian Welch – banjo, akoestische gitaar, elektrische bas, achtergrondzang
- Pat Sansone – piano, chamberlin, orgel, achtergrondzang
- Emmylou Harris - achtergrondzang
- Kim Richey - achtergrondzang
- Allison Pierce - achtergrondzang

Ethan Johns is producer van dit album en speelt op diverse instrumenten, evenals singer/songwriter David Rawlings en diens partner Gillian Welch. Pat Sansone is een multi-instrumentalist die speelt bij de bands Wilco (alternatieve country) en The Autumn Defence (indie). De countryzangeres Emmylou Harris heeft veel soloalbums uitgebracht en duets gezongen met o.a. Gram Parsons en Mark Knopfler. Kim Richey en Allison Pierce zijn singer/songwriters.

## Productie
De onderstaande technici hebben meegewerkt aan dit album. 
- Producer, geluidstechnicus, mixing – Ethan Johns
- Geluidstechnicus (assistent) – Patrick Himes
- Mastering – Doug Sax
- Opnames – Allen Midgett en Merle Chemuk

Het album is opgenomen in Woodland Studios in Nashville Tennessee, Waltmore Studios  en Pilot Recording Studios. Het is gemasterd in The Mastering Lab in Hollywood.
Deze plaat is zowel op cd als op lp verschenen.  Er is een Franse persing verschenen met twee bonustracks. Ook is er een DeLuxe Box set verschenen (in 2016) met outtakes en album demo’s  (20 tracks) en de registratie van een live concert in New York in oktober 2000 (11 tracks). Op de site van Discogs is de discografie van dit album te raadplegen (zie bronnen en referenties).

## Waardering
Dit album werd positief ontvangen door de critici, maar  de plaat werd niet zo goed verkocht. De Amerikaanse site AllMusic waardeerde dit album met vier sterren (maximum is vijf). In de Billboard Album200 behaalde deze plaat #140 (bij heruitgave in 2016). In het Verenigd Koninkrijk behaalde dit album #163 en in Ierland #67.